# Suhpalacsa flavipes
Suhpalacsa flavipes là một loài côn trùng trong họ Ascalaphidae thuộc bộ Neuroptera. Loài này được Leach miêu tả năm 1814.